# Jadwiga Wilejto
Jadwiga Wilejto z d. Szoszler (ur. 22 stycznia 1949 w Rzeszówku k. Złotoryi) – polska łuczniczka, trenerka, sędzia, działaczka sportowa, olimpijka z Monachium, Montrealu i Moskwy. Córka Marka i Władysławy (z d. Hałabura).

## Życiorys
Jej kariera sportowa przypada na lata 1960–1985. Należała do klubów takich jak: Rybak Trzebież, Łucznik Trzebież, Chemik Police i Obuwnik Prudnik. Jej trenerami byli: Dionizy Michalczyk i Roman Karawan. Podczas Mistrzostw Polski zdobyła 39 medali. 42 razy pobiła rekord Polski. Została uhonorowana tytułem Mistrzyni Sportu.
W 1968 r. ukończyła Liceum Pedagogiczne w Szczecinie, a w 1976 r. Akademię Wychowania Fizycznego w Poznaniu. Po tym jak jej kariera sportowa dobiegła końca została nauczycielką wf w Publicznej Szkole Podstawowej nr 1 w Prudniku. Była również trenerką w klubie sportowym Obuwnik Prudnik. Od 1980 r. była trenerką łucznictwa II klasy, a od 2002 r. I klasy. Działała społecznie w PKOl, Polskim Związku Łuczniczym i SZS. W latach 2003–2004 była prezesem Polskiego Związku Łuczniczego. Jest mężatką i ma córkę Izabelę. Obecnie mieszka w Gdańsku i prowadzi trzy kluby łucznicze: UKS „Kuźnia” Kowale, UKS „Oruniak” i ULKS „Tarcza” Kolbudy.

## Odznaczenia
- Krzyż Kawalerski Orderu Odrodzenia Polski (2004)[2]
- Złoty Krzyż Zasługi (1986)
- Srebrny Krzyż Zasługi (1976)
- trzykrotnie złotym Medalem za Wybitne Osiągnięcia Sportowe
- Honorowy Obywatel Gminy Prudnik (19 listopada 2009)[3]

## Osiągnięcia sportowe
- 1971 – złoty medal Mistrzostw Polski (indywidualnie);
- 1971 – złoty medal Mistrzostw Świata, York (drużynowo);
- 1971 – brązowy medal Mistrzostw Świata, York (2 × 50 m);
- 1972 – 18. miejsce podczas Igrzysk Olimpijskich w Monachium (4-bój indywidualny);
- 1975 – złoty medal Mistrzostw Polski (indywidualnie);
- 1976 – złoty medal Mistrzostw Europy, Kopenhaga (70 m);
- 1976 – 6. miejsce podczas Igrzysk Olimpijskich w Montrealu (4-bój indywidualny);
- 1977 – złoty medal Mistrzostw Polski (indywidualnie);
- 1977 – złoty medal Mistrzostw Świata, Canberra (2 × 60 m);
- 1977 – srebrny medal Mistrzostw Świata, Canberra (indywidualnie);
- 1977 – srebrny medal Mistrzostw Świata, Canberra (2 × 70 m);
- 1978 – srebrny medal Mistrzostw Europy, Stoneleigh, Wielka Brytania (drużynowo – razem z Marią Szeligą i Lucyną Skowronek)[4];
- 1978 – brązowy medal Mistrzostw Europy, Stoneleigh, Wielka Brytania (indywidualnie)[4];
- 1980 – 11. miejsce podczas Igrzysk Olimpijskich w Moskwie (4-bój indywidualny).

## Rekordy Świata
- 1971 – 60 m 322 pkt.;
- 1977 – 2 × 60 m 630 pkt.;
- 1971 – drużynowo 3518 pkt.;
- 1971 – drużynowo 6907 pkt.